# Xanthoparmelia bullabullensis
Xanthoparmelia bullabullensis är en lavart som beskrevs av Elix. Xanthoparmelia bullabullensis ingår i släktet Xanthoparmelia och familjen Parmeliaceae.   Inga underarter finns listade i Catalogue of Life.